# الهيئة العامة للرقابة المالية (مصر)
الهيئة العامة للرقابة المالية أو (بالإنجليزية: FRA - Financial Regulatory Authority)‏ هي هيئة حكومية عامة مصرية ذات شخصية اعتبارية تتبع الوزير المختص بشؤون الاستثمار "أو من يفوضه رئيس الجمهورية محله" وتختص بتنظيم قطاع الخدمات المالية في مصر.

## التشريعات المنظمة

### نشاط التأمين
- قانون التأمين الموحد رقم 155 لسنة 2024[2]
  - ألغي بموجبه:
    - القانون رقم 54 لسنة 1975
    - القانون رقم 10 لسنة 1981
    - القانون رقم 72 لسنة 2007
    - المواد من 747 إلى 771 من القانون المدني رقم 131 لسنة 1948

#### الإشراف والرقابة على التأمين
- قانون الإشراف والرقابة على هيئات التأمين رقم 92 لسنة 1939.[3]
- قانون الإشراف والرقابة على هيئات التأمين وتكوين الأموال رقم 156 لسنة 1950: ألغي بموجبه القانون رقم 92 لسنة 1939.[4]
  - التعديلات:
    - قانون رقم 282 لسنة 1952.[5]
    - قانون رقم 359 لسنة 1954.[6]
    - قانون رقم 23 لسنة 1957.[7]
    - قانون رقم 162 لسنة 1957.[8]
- قانون هيئات التأمين رقم 195 لسنة 1959.[9]
  - ألغي بموجبه:
    - القانون رقم 156 لسنة 1950 عدا أحكام الباب الثالث منه الخاص بصناديق الإعانات.
- قرار رئيس الجمهورية رقم 1136 لسنة 1965 بإدماج مصلحة التأمين في المؤسسة المصرية العامة للتأمين.[10]
- قانون شركات التأمين رقم 119 لسنة 1975.[11]
  - ألغي بموجبه: 
    - القانون رقم 195 لسنة 1959.
- قرار رئيس الجمهورية رقم 221 لسنة 1976 بإنشاء الهيئة المصرية العامة للتأمين.[12]
- قانون الإشراف والرقابة على التأمين رقم 10 لسنة 1981: أنشئت بموجبه الهيئة المصرية للرقابة على التأمين.[13][14]
  - ألغي بموجبه:
    - القانون رقم 119 لسنة 1975.
    - قرار رئيس الجمهورية رقم 221 لسنة 1976.

  - التعديلات:
    - قانون رقم 30 لسنة 1989.[15]
    - قانون رقم 91 لسنة 1995.[16]
    - قانون رقم 156 لسنة 1998.[17]
    - قانون رقم 118 لسنة 2008.[18]
    - قانون رقم 98 لسنة 2015.[19]

  - اللائحة التنفيذية للقانون رقم 10 لسنة 1981:
    - قرار وزاري رقم 362 لسنة 1996.[20]
    - قرار وزاري رقم 4 لسنة 1998.[21]
    - قرار وزاري رقم 97 لسنة 1998.[22]
    - قرار وزاري رقم 195 لسنة 1998.[23]
    - قرار وزاري رقم 356 لسنة 1998.[24]
    - قرار وزاري رقم 45 لسنة 1999.[25]
    - قرار وزاري رقم 158 لسنة 1999.[26]
    - قرار وزاري رقم 722 لسنة 2000.[27]
    - قرار وزاري رقم 599 لسنة 2001.[28]
    - قرار وزاري رقم 15 لسنة 2002.[29]
    - قرار وزاري رقم 157 لسنة 2003.[30]
    - قرار وزاري رقم 73 لسنة 2004.[31]
    - قرار وزاري رقم 245 لسنة 2008.[32]
    - قرار وزاري رقم 6 لسنة 2009.[33]
- قرار رئيس الجمهورية رقم 529 لسنة 1983 في شأن إنشاء هيئة القطاع العام للتأمين.[34]
  - ألغي بموجب:
    - قرار رئيس الجمهورية رقم 39 لسنة 1989.[35]

#### صناديق التأمين الخاصة
- قانون صناديق التأمين الخاصة رقم 54 لسنة 1975.[36]
  - اللائحة التنفيذية:
    - قرار وزاري رقم 78 لسنة 1977.[37]

#### التأمين الاجباري
- قانون التأمين الاجباري من المسؤولية المدنية الناشئة عن حوادث السيارات رقم 652 لسنة 1955:[38]
- قانون التأمين الاجباري عن المسؤولية المدنية الناشئة عن حوادث مركبات النقل السريع رقم 72 لسنة 2007.[39]
  - ألغي بموجبه:
    - القانون رقم 652 لسنة 1955.

### نشاط سوق رأس المال

#### سوق رأس المال
- اللائحة العامة لبورصات الأوراق المالية المصدق عليها بالمرسوم الصادر في 31 ديسمبر 1933.
- قانون رقم 94 لسنة 1943 بشأن فرض رسم انتقال على شراء الأوراق المالية.[40]
  - التعديلات:
    - قانون رقم 77 لسنة 1947.[41]
- قانون رقم 54 لسنة 1945 بشأن تنظيم بيع الأوراق المالية بالآجل.[42]
  - التعديلات:
    - قانون رقم 317 لسنة 1955.[43]
- قانون رقم 97 لسنة 1947 بشأن زيادة رسم الدمغة على الأوراق والقراطيس المالية.[44]
- قانون رقم 326 لسنة 1953 بشأن التعامل في الأوراق المالية.[45]
  - التعديلات:
    - قانون رقم 164 لسنة 1956.[46]
- قانون رقم 331 لسنة 1956 بشأن تنظيم بيع الأوراق المالية بالآجل.[47]
  - ألغي بموجبه:
    - القانون رقم 54 لسنة 1945.
- قانون رقم 161 لسنة 1957 بشأن اللائحة العامة لبورصات الأوراق المالية.[48]
  - ألغي بموجبه:
    - اللائحة العامة لبورصات الأوراق المالية المصدق عليها بالمرسوم الصادر في 31 ديسمبر 1933.

  - التعديلات:
    - قانون رقم 113 لسنة 1959.[49]
    - قانون رقم 279 لسنة 1960.[50]
    - قانون رقم 121 لسنة 1981.[51]
- قرار رئيس الجمهورية رقم 520 لسنة 1979 أنشئت بموجبه الهيئة العامة لسوق المال.[52]
- قانون سوق رأس المال رقم 95 لسنة 1992.[53][54][55]
  - ألغي بموجبه:
    - القانون رقم 161 لسنة 1957.

  - التعديلات:
    - قانون رقم 10 لسنة 1995.[56]
    - قانون رقم 89 لسنة 1996.[57]
    - قانون رقم 158 لسنة 1998.[58]
    - قانون رقم 13 لسنة 2004.[59]
    - قانون رقم 143 لسنة 2004.[60]
    - قانون رقم 123 لسنة 2008.[61][62]
    - قانون رقم 27 لسنة 2014.[63]
    - قانون رقم 17 لسنة 2018.[64]
    - قانون رقم 13 لسنة 2022.[65]

  - اللائحة التنفيذية:
    - قرار وزاري رقم 135 لسنة 1993.[66]
    - قرار وزاري رقم 39 لسنة 1998.[67]
    - قرار وزاري رقم 397 لسنة 1998.[68]
    - قرار وزاري رقم 447 لسنة 1998.[69]
    - قرار وزاري رقم 478 لسنة 1998.[70]
    - قرار وزاري رقم 42 لسنة 1999.[71]
    - قرار وزاري رقم 276 لسنة 1999.[72]
    - قرار وزاري رقم 43 لسنة 2000.[73]
    - قرار وزاري رقم 44 لسنة 2000.[74]
    - قرار وزاري رقم 92 لسنة 2000.[75]
    - قرار وزاري رقم 586 لسنة 2000.[76]
    - قرار وزاري رقم 200 لسنة 2001.[77]
    - قرار وزاري رقم 340 لسنة 2001.[78]
    - قرار وزاري رقم 620 لسنة 2001.[79]
    - قرار وزاري رقم 709 لسنة 2001.[80]
    - قرار وزاري رقم 441 لسنة 2002.[81]
    - قرار وزاري رقم 321 لسنة 2003.[82]
    - قرار وزاري رقم 517 لسنة 2003.[83]
    - قرار وزاري رقم 54 لسنة 2004.[84]
    - قرار وزاري رقم 146 لسنة 2004.[85]
    - قرار وزاري رقم 383 لسنة 2004.[86]
    - قرار وزاري رقم 192 لسنة 2005.[87]
    - قرار وزاري رقم 1 لسنة 2006.[88]
    - قرار وزاري رقم 14 لسنة 2006.[89]
    - قرار وزاري رقم 139 لسنة 2006.[90]
    - قرار وزاري رقم 140 لسنة 2006.[91]
    - قرار وزاري رقم 141 لسنة 2006.[92]
    - قرار وزاري رقم 301 لسنة 2006.[93]
    - قرار وزاري رقم 314 لسنة 2006.[94]
    - قرار وزاري رقم 12 لسنة 2007.[95]
    - قرار وزاري رقم 84 لسنة 2007.[96]
    - قرار وزاري رقم 209 لسنة 2007.[97]
    - قرار وزاري رقم 294 لسنة 2007.[98]
    - قرار وزاري رقم 126 لسنة 2008.[99]
    - قرار وزاري رقم 10 لسنة 2009.[100]
    - قرار وزاري رقم 1 لسنة 2010.[101]
    - قرار وزاري رقم 64 لسنة 2010.[102]
    - قرار رئيس مجلس الوزراء رقم 345 لسنة 2011.[103]
    - قرار رئيس مجلس الوزراء رقم 572 لسنة 2012.[104]
    - قرار وزاري رقم 22 لسنة 2014.[105]
    - قرار وزاري رقم 33 لسنة 2017.[106]
    - قرار رئيس مجلس الوزراء رقم 4664 لسنة 2022.

#### أنشطة الشركات العاملة في مجال الأوراق المالية
- قرار وزاري رقم 184 لسنة 1995.[107]
- قرار وزاري رقم 697 لسنة 2001.[108]
- قرار وزاري رقم 101 لسنة 2007.[109]
- قرار وزاري رقم 293 لسنة 2007.[110]
- قرار وزاري رقم 295 لسنة 2007.[111]
- قرار وزاري رقم 113 لسنة 2018.
  - قرار رئيس مجلس الوزراء رقم 401 لسنة 2022.[112]

#### إدارة البورصة
- قرار رئيس الجمهورية رقم 51 لسنة 1997 بشأن الأحكام المنظمة لإدارة بورصتي الأوراق المالية بالقاهرة والإسكندرية وشؤونهما المالية.[113]
- قرار رئيس الجمهورية رقم 191 لسنة 2009 بشأن الأحكام المنظمة لإدارة البورصة المصرية وشئونها المالية.[114]
  - ألغي بموجبه:
    - قرار رئيس الجمهورية رقم 51 لسنة 1997.

  - التعديلات:
    - قرار رئيس الجمهورية رقم 274 لسنة 2017.[115]

#### الإيداع والقيد المركزي للأوراق المالية
- قانون الإيداع والقيد المركزي للأوراق المالية رقم 93 لسنة 2000.[116][117]
  - التعديلات:
    - قانون رقم 143 لسنة 2004.[60]
    - قانون رقم 127 لسنة 2009.[118]
    - قانون رقم 143 لسنة 2020.[119]

  - اللائحة التنفيذية:
    - قرار وزاري رقم 906 لسنة 2001.[120]
    - قرار وزاري رقم 554 لسنة 2002.[121]
    - قرار وزاري رقم 193 لسنة 2005.[122]
    - قرار رئيس مجلس الوزراء رقم 421 لسنة 2012.[123]

#### عمولات السمسرة ورسوم قيد الأوراق المالية
- قرار وزاري بشأن تحديد عمولات السمسرة ورسوم قيد الأوراق المالية ومقابل الخدمات عن عمليات البورصة رقم 258 لسنة 2007.
- قرار وزاري رقم 259 لسنة 2007 بشأن تحديد رسوم قيد الأوراق المالية التي تصدرها الشركات الصغيرة والمتوسطة ومقابل الخدمات عن العمليات التي تتم لها بالبورصة.
  - التعديلات:
    - قرار رئيس مجلس الوزراء رقم 831 لسنة 2014.[124]
- قرار وزاري بشأن تحديد عمولات السمسرة ورسوم قيد الأوراق المالية ومقابل الخدمات عن عمليات البورصة رقم 231 لسنة 2008.[125]
  - ألغي بموجبه:
    - القرار الوزاري رقم 258 لسنة 2007.

  - التعديلات:
    - قرار وزاري رقم 137 لسنة 2013.[126]
    - قرار رئيس مجلس الوزراء رقم 831 لسنة 2014.[124]

#### صندوق تأمين المتعاملين في الأوراق المالية
- قرار رئيس مجلس الوزراء بشأن إنشاء صندوق تأمين المتعاملين في الأوراق المالية من المخاطر المالية غير التجارية الناشئة عن أنشطة الشركات العاملة في مجال الأوراق المالية رقم 1764 لسنة 2004.
  - التعديلات:
    - قرار رئيس مجلس الوزراء رقم 355 لسنة 2011.[127]
    - قرار رئيس مجلس الوزراء رقم 410 لسنة 2011.[128]
    - قرار رئيس مجلس الوزراء رقم 1576 لسنة 2014.[129]
- قرار رئيس مجلس الوزراء بشأن إعادة تنظيم صندوق تأمين المتعاملين من المخاطر غير التجارية عن أنشطة الشركات المقيد لها أوراق أو أدوات مالية بالبورصات المصرية أو العاملة في مجال الأوراق المالية والأدوات المالية رقم 2339 لسنة 2019.
  - التعديلات:
    - قرار رئيس مجلس الوزراء رقم 1015 لسنة 2020.[130]

#### قانون التجارة فيما يتعلق بسوق الأوراق المالية (البورصة)
- قانون التجارة رقم 17 لسنة 1999: الفصل السادس - سوق الأوراق المالية (البورصة).[131]

### نشاط التمويل

#### التأجير التمويلي والتخصيم
- قانون التأجير التمويلي رقم 95 لسنة 1995:[132][133]
  - التعديلات:
    - قانون رقم 16 لسنة 2001.[134]

  - اللائحة التنفيذية:
    - قرار وزاري رقم 846 لسنة 1995.[135]
    - قرار وزاري رقم 962 لسنة 1996.[136]
    - قرار وزاري رقم 473 لسنة 1997.[137]
    - قرار وزاري رقم 1799 لسنة 2002.[138]
- قرار رئيس مجلس الوزراء رقم 1446 لسنة 2003 في شأن نشاط التخصيم.
- قانون التأجير التمويلي والتخصيم رقم 176 لسنة 2018.[139]
  - قرار رئيس مجلس الوزراء رقم 2805 لسنة 2018.[140]
  - ألغي بموجبه:
    - القانون رقم 95 لسنة 1995.
    - قرار رئيس مجلس الوزراء رقم 1446 لسنة 2003.

#### التمويل متناهي الصغر
- قانون تنظيم نشاط التمويل متناهي الصغر رقم 141 لسنة 2014:[141]
  - التعديلات:
    - قانون رقم 201 لسنة 2020.[142]
- قانون تنمية المشروعات المتوسطة والصغيرة ومتناهية الصغر رقم 152 لسنة 2020:[143]

#### التمويل العقاري
- قانون التمويل العقاري رقم 148 لسنة 2001: نص على إنشاء هيئة تختص بشئون التمويل العقاري:[144][145][146]
  - التعديلات:
    - قانون رقم 143 لسنة 2004.[60]
    - قانون رقم 55 لسنة 2014.[147]

  - اللائحة التنفيذية:
    - قرار رئيس مجلس الوزراء رقم 1 لسنة 2001.[148]
    - قرار رئيس مجلس الوزراء رقم 465 لسنة 2005.[149]
    - قرار رئيس مجلس الوزراء رقم 1864 لسنة 2008.[150]
    - قرار رئيس مجلس الوزراء رقم 1 لسنة 2015.[151]
    - قرار رئيس مجلس الوزراء رقم 2 لسنة 2015.[152]
- قرار رئيس الجمهورية رقم 277 لسنة 2001: أنشئت بموجبه الهيئة العامة لشئون التمويل العقاري.[153]

#### التمويل الاستهلاكي
- قانون تنظيم نشاط التمويل الاستهلاكي رقم 18 لسنة 2020:[154]

#### الضمانات المنقولة
- قانون تنظيم الضمانات المنقولة رقم 115 لسنة 2015:[155]
  - اللائحة التنفيذية:
    - قرار وزاري رقم 108 لسنة 2016.[156]
    - قرار رئيس مجلس الوزراء رقم 908 لسنة 2020.[157]

#### الشركات العاملة في مجال تلقي الأموال لاستثمارها
- قانون الشركات العاملة في مجال تلقي الأموال لاستثمارها رقم 146 لسنة 1988:[158]
  - اللائحة التنفيذية:
    - قرار وزاري رقم 344 لسنة 1988.[159]

### نشاط التكنولوجيا المالية

#### التكنولوجيا المالية في الأنشطة المالية غير المصرفية
- قانون تنظيم وتنمية استخدام التكنولوجيا المالية في الأنشطة المالية غير المصرفية رقم 5 لسنة 2022:[160]

#### وسائل الدفع غير النقدي
- قانون تنظيم استخدام وسائل الدفع غير النقدي رقم 18 لسنة 2019:[161]

### تنظيم الهيئة العامة للرقابة المالية

#### تنظيم الرقابة على الأسواق والأدوات المالية غير المصرفية
- قانون تنظيم الرقابة على الأسواق والأدوات المالية غير المصرفية رقم 10 لسنة 2009: أنشئت بموجبه الهيئة العامة للرقابة المالية وتتبع الوزير المختص لتحل محل كل من (الهيئة المصرية للرقابة على التأمين، الهيئة العامة لسوق المال، الهيئة العامة لشئون التمويل العقاري) فيما تختص به في أية قوانين أو قرارات.[162][163]
  - التعديلات:
    - قانون رقم 71 لسنة 2019.[164]

  - النظام الأساسي للهيئة العامة للرقابة المالية:
    - قرار رئيس الجمهورية رقم 192 لسنة 2009.[165]

### قرارات أخرى
- قرار رئيس الجمهورية رقم 93 لسنة 2009: بكون وزير الاستثمار هو الوزير المختص بتطبيق أحكام القانون رقم 10 لسنة 2009.[166]
- قرار رئيس الجمهورية رقم 192 لسنة 2009 بإصدار النظام الأساسي للهيئة العامة للرقابة المالية: أشار إلى أن الهيئة تتبع وزير الاستثمار.[165]
- قرار رئيس المجلس الأعلى للقوات المسلحة رقم 7 لسنة 2011: بكون رئيس مجلس الوزراء "أحمد شفيق" هو الوزير المختص بتطبيق أحكام القانون رقم 10 لسنة 2009.[167]
- قرار رئيس المجلس الأعلى للقوات المسلحة رقم 22 لسنة 2011: بكون رئيس مجلس الوزراء "عصام شرف" هو الوزير المختص بتطبيق أحكام القانون رقم 10 لسنة 2009.[168]
- قرار رئيس الجمهورية رقم 181 لسنة 2012: بكون رئيس مجلس الوزراء "هشام قنديل" هو الوزير المختص بتطبيق أحكام القانون رقم 10 لسنة 2009.[169]
- قرار رئيس مجلس الوزراء رقم 338 لسنة 2013: بكون وزير الإسكان هو الوزير المختص بتطبيق أحكام القانون رقم 10 لسنة 2009 فيما يخص "صندوق ضمان ودعم نشاط التمويل العقاري".[170]
- قرار رئيس الجمهورية رقم 495 لسنة 2013: بكون رئيس مجلس الوزراء "حازم الببلاوي" هو الوزير المختص بتطبيق أحكام القانون رقم 10 لسنة 2009.[171]
- قرار رئيس مجلس الوزراء رقم 748 لسنة 2013: بكون وزير الاستثمار هو الوزير المختص بتطبيق أحكام القانون رقم 10 لسنة 2009.[172]
- قرار رئيس الجمهورية رقم 293 لسنة 2014: بكون رئيس مجلس الوزراء "إبراهيم محلب" هو الوزير المختص بتطبيق أحكام القانون رقم 10 لسنة 2009.[173]
- قرار رئيس مجلس الوزراء رقم 1909 لسنة 2014: بكون وزير الاستثمار هو الوزير المختص بتطبيق أحكام القانون رقم 10 لسنة 2009.[174]
- قرار رئيس الجمهورية رقم 279 لسنة 2018: بكون رئيس مجلس الوزراء "مصطفى مدبولي" هو الوزير المختص بتطبيق أحكام القانون رقم 10 لسنة 2009.[175]
- قرار رئيس الجمهورية رقم 335 لسنة 2019 بإنشاء مركز للتحكيم والتسوية في المنازعات الناشئة عن تطبيق أحكام القوانين الخاصة بالمعاملات المالية غير المصرفية.[176]
- قرار رئيس الجمهورية رقم 655 لسنة 2019 بكون رئيس مجلس الوزراء "مصطفى مدبولي" هو الوزير المختص بشئون الاستثمار بالإضافة لمهام منصبه.[177]

## اختصاصات الهيئة
تختص الهيئة بالرقابة والإشراف على الأسواق والأدوات المالية غير المصرفية بما في ذلك:
- أسواق رأس المال
- بورصات العقود الآجلة
- التأمين
- صناديق التأمين الخاصة
- صناديق التأمين الحكومة
- التمويل العقاري
- التأجير التمويلي والتخصيم
- التمويل الاستهلاكي
- التمويل متناهي الصغر
- الضمانات المنقولة
- التكنولوجيا المالية في الأنشطة المالية غير المصرفية
- مراقبي الحسابات
- التوريق

## الجهات التابعة
- البورصة المصرية.
- معهد الخدمات المالية.
- مركز المديرين المصري.
- المركز الإقليمي للتمويل المستدام.
- المركز المصري للتحكيم الإختياري.

## رؤساء الهيئة
- زياد بهاء الدين (يوليو 2009 - فبراير 2011).
- أشرف الشرقاوي (مارس 2011 - يوليو 2013).
- شريف سامي (أغسطس 2013 - أغسطس 2017).[178]
- محمد عمران (أغسطس 2017 - أغسطس 2022).[179]
- محمد فريد (أغسطس 2022 - حتى الآن).[180]